# 보실로보시

보실로보 시의 위치

보실로보시(마케도니아어: Општина Босилово)는 마케도니아 공화국 남동부에 위치한 지방 자치체로 행정 중심지는 보실로보이며 면적은 161.99km2, 인구는 14,260명(2002년 기준)이다. 북서쪽으로는 바실레보 시, 북동쪽으로는 베로보 시, 남동쪽으로는 노보셀로 시, 남서쪽으로는 스트루미차 시와 접한다.